# Яновська Тетяна Михайлівна
Тетяна Михайлівна Яновська (нар. 15 листопада 1944) — українська радянська діячка, шва́чка-мотористка Коломийської швейної фабрики Івано-Франківської області. Депутат Верховної Ради СРСР 9-го скликання.

## Біографія
Освіта середня.
З 1961 року — шва́чка-мотористка Коломийської швейної фабрики Івано-Франківської області.
Потім — на пенсії в місті Коломиї Івано-Франківської області.